# Kommunalvalen i Sverige 1934 och 1935
Kommunalvalen i Sverige 1934 genomfördes under hösten 1934 och 17 mars 1935 i Stockholms stad. Vid detta val valdes kommunalfullmäktige och stadsfullmäktige för mandatperioden 1935–1938/1939 i 1 255 av 2 528 kommuner. Valen påverkade också på sikt första kammarens sammansättning. Stadsfullmäktigevalen var utspridda mellan 14 september och 17 mars, men de flesta ägde rum samtidigt som landstingsvalen, vilket var runt den 16 september. Detsamma gällde 940 val till kommunfullmäktige, medan valen ägde rum någon annan dag i 201 kommuner. 
För att kommunfullmäktige skulle vara obligatoriskt behövde kommunen ifråga ett invånarantal högre än 1 500. Denna siffra överskred 867 kommuner, medan 274 valde att ha fullmäktige ändå. Utöver detta ägde 114 stadsfullmäktigeval och 98 municipalfullmäktigeval rum. De sistnämnda räknas dock inte med som "riktiga" kommunalval.

## Stadsfullmäktigevalen
| Stadsfullmäktigevalen | Stadsfullmäktigevalen        | Stadsfullmäktigevalen | Stadsfullmäktigevalen | Stadsfullmäktigevalen | Stadsfullmäktigevalen | Stadsfullmäktigevalen |
| Parti                 | Parti                        | Röster                | Röster                | Röster                | Mandatfördelning      | Mandatfördelning      |
| Parti                 | Parti                        | Antal                 | %                     | +− %                  | Antal                 | +−                    |
| --------------------- | ---------------------------- | --------------------- | --------------------- | --------------------- | --------------------- | --------------------- |
|                       | Socialdemokraterna           | 396 276               | 45,9                  | -2,0                  | 1 646                 | +109                  |
|                       | Allmänna valmansförbundet    | 262 922               | 30,4                  | -3,6                  | 1 171                 | -97                   |
|                       | Folkpartiet                  | 108 331               | 12,5                  | +5,5                  | 469                   | +101                  |
|                       | Socialistiska partiet        | 43 946                | 5,1                   | +1,2                  | 94                    | +33                   |
|                       | Sveriges kommunistiska parti | 31 702                | 3,7                   | +2,4                  | 70                    | +46                   |
|                       | Nationalsocialister          | 15 645                | 1,8                   | +1,8                  | 8                     | +8                    |
|                       | Övriga partier               | 4 774                 | 0,8                   | —                     | 43                    | —                     |
| Antal giltiga röster  | Antal giltiga röster         | 863 596               | 100                   |                       | 3 501                 | +50                   |
| Ogiltiga röster       | Ogiltiga röster              | 2 245                 |                       |                       |                       |                       |
| Totalt                | Totalt                       | 865 841 (64,8%)       |                       |                       |                       |                       |

Flera städer ingick inte i något av landstingen på grund av sin storlek. Vid valet 1934 och 1935 var dessa sex stycken av totalt 114 städer i landet; Stockholm, Göteborg, Malmö, Norrköping, Helsingborg och Gävle. Denna särställning gjorde att städerna jämte landstingen fick delta i förstakammarvalen, där de valda stadsfullmäktigen agerade valmän. Ibland jämställs därför dessa stadsfullmäktigeval med landstingsval.
| Stockholm            | Stockholm                    | Stockholm       | Stockholm | Stockholm | Stockholm |
| Parti                | Parti                        | Röster          | Röster    | Mandat    | Mandat    |
| Parti                | Parti                        | Antal           | %         | Antal     | +−        |
| -------------------- | ---------------------------- | --------------- | --------- | --------- | --------- |
|                      | Socialdemokraterna           | 105 292         | 40,4      | 45        | -7        |
|                      | Allmänna valmansförbundet    | 82 762          | 31,8      | 33        | -2        |
|                      | Folkpartiet                  | 34 911          | 13,4      | 14        | +11       |
|                      | Socialistiska partiet        | 22 473          | 8,6       | 7         | +2        |
|                      | Sveriges kommunistiska parti | 8 523           | 3,3       | 1         | +1        |
|                      | Övriga partier               | 6 517           | 2,5       | 0         | —         |
| Antal giltiga röster | Antal giltiga röster         | 260 478         | 100       | 100       | +-0       |
| Ogiltiga röster      | Ogiltiga röster              | 928             |           |           |           |
| Totalt               | Totalt                       | 261 406 (70,4%) |           |           |           |

| Göteborg             | Göteborg                     | Göteborg       | Göteborg | Göteborg | Göteborg |
| Parti                | Parti                        | Röster         | Röster   | Mandat   | Mandat   |
| Parti                | Parti                        | Antal          | %        | Antal    | +−       |
| -------------------- | ---------------------------- | -------------- | -------- | -------- | -------- |
|                      | Socialdemokraterna           | 37 699         | 41,6     | 27       | -5       |
|                      | Allmänna valmansförbundet    | 22 702         | 25,1     | 16       | -4       |
|                      | Folkpartiet                  | 11 459         | 12,7     | 8        | +8       |
|                      | Sveriges kommunistiska parti | 9 554          | 10,6     | 5        | +5       |
|                      | Socialistiska partiet        | 4 780          | 5,3      | 2        | +2       |
|                      | Nationalsocialister          | 4 360          | 4,8      | 2        | +2       |
| Antal giltiga röster | Antal giltiga röster         | 90 554         | 100      | 60       | +-0      |
| Ogiltiga röster      | Ogiltiga röster              | 136            |          |          |          |
| Totalt               | Totalt                       | 90 690 (59,4%) |          |          |          |

| Malmö                | Malmö                     | Malmö          | Malmö  | Malmö  | Malmö  |
| Parti                | Parti                     | Röster         | Röster | Mandat | Mandat |
| Parti                | Parti                     | Antal          | %      | Antal  | +−     |
| -------------------- | ------------------------- | -------------- | ------ | ------ | ------ |
|                      | Socialdemokraterna        | 37 360         | 63,4   | 37     | +2     |
|                      | Allmänna valmansförbundet | 15 306         | 26,0   | 13     | -4     |
|                      | Folkpartiet               | 4 660          | 7,9    | 4      | +2     |
|                      | Övriga partier            | 1 569          | 2,7    | 0      | —      |
| Antal giltiga röster | Antal giltiga röster      | 58 895         | 100    | 54     | +-0    |
| Ogiltiga röster      | Ogiltiga röster           | 90             |        |        |        |
| Totalt               | Totalt                    | 58 985 (68,3%) |        |        |        |

| Norrköping           | Norrköping                | Norrköping     | Norrköping | Norrköping | Norrköping |
| Parti                | Parti                     | Röster         | Röster     | Mandat     | Mandat     |
| Parti                | Parti                     | Antal          | %          | Antal      | +−         |
| -------------------- | ------------------------- | -------------- | ---------- | ---------- | ---------- |
|                      | Socialdemokraterna        | 12 676         | 54,9       | 37         | +4         |
|                      | Allmänna valmansförbundet | 7 413          | 32,1       | 20         | -3         |
|                      | Folkpartiet               | 1 367          | 5,9        | 3          | +-0        |
|                      | Övriga partier            | 1 620          | 7,0        | 0          | —          |
| Antal giltiga röster | Antal giltiga röster      | 23 076         | 100        | 60         | +-0        |
| Ogiltiga röster      | Ogiltiga röster           | 30             |            |            |            |
| Totalt               | Totalt                    | 23 106 (61,0%) |            |            |            |

| Helsingborg          | Helsingborg               | Helsingborg    | Helsingborg | Helsingborg | Helsingborg |
| Parti                | Parti                     | Röster         | Röster      | Mandat      | Mandat      |
| Parti                | Parti                     | Antal          | %           | Antal       | +−          |
| -------------------- | ------------------------- | -------------- | ----------- | ----------- | ----------- |
|                      | Socialdemokraterna        | 13 104         | 54,1        | 31          | +3          |
|                      | Allmänna valmansförbundet | 5 836          | 24,1        | 13          | -8          |
|                      | Medborgarförbundet        | 2 710          | 11,2        | 5           | +5          |
|                      | Folkpartiet               | 1 310          | 5,4         | 2           | +2          |
|                      | Övriga partier            | 1 269          | 5,2         | 0           | —           |
| Antal giltiga röster | Antal giltiga röster      | 24 229         | 100         | 51          | +-0         |
| Ogiltiga röster      | Ogiltiga röster           | 55             |             |             |             |
| Totalt               | Totalt                    | 24 284 (68,7%) |             |             |             |

| Gävle                | Gävle                     | Gävle          | Gävle  | Gävle  | Gävle  |
| Parti                | Parti                     | Röster         | Röster | Mandat | Mandat |
| Parti                | Parti                     | Antal          | %      | Antal  | +−     |
| -------------------- | ------------------------- | -------------- | ------ | ------ | ------ |
|                      | Socialdemokraterna        | 6 277          | 53,4   | 25     | +2     |
|                      | Allmänna valmansförbundet | 3 126          | 26,6   | 13     | -2     |
|                      | Folkpartiet               | 1 594          | 13,6   | 5      | +-0    |
|                      | Socialistiska partiet     | 655            | 5,6    | 2      | +1     |
|                      | Övriga partier            | 98             | 0,8    | 0      | —      |
| Antal giltiga röster | Antal giltiga röster      | 11 750         | 100    | 45     | +-0    |
| Ogiltiga röster      | Ogiltiga röster           | 23             |        |        |        |
| Totalt               | Totalt                    | 11 773 (48,4%) |        |        |        |